# No Way Out (2006)
No Way Out (2006) foi um evento pay-per-view de wrestling profissional realizado pela World Wrestling Entertainment, ocorreu no dia 19 de fevereiro de 2006 na 1st mariner Arena, na cidade de Baltimore, Maryland. Esta foi a oitava edição da cronologia do No Way Out.

## Resultados
| #                              | Lutas | Estipulação                                         | Tempo |
| ------------------------------ | --- | --------------------------------------------------- | ----- |
| Heat                           | The Boogeyman derrotou Simon Dean.                                                                                        | Singles match                                       | 01:55 |
| 1                              | Gregory Helms (c) derrotou Brian Kendrick, Funaki, Kid Kash, Nunzio, Paul London, Psicosis, Scotty 2 Hotty e Super Crazy. | Nine-Way match pelo WWE Cruiserweight Championship  | 09:42 |
| 2                              | John "Bradshaw" Layfield (com Jillian Hall) derrotou Bobby Lashley.                                                       | Singles match                                       | 10:58 |
| 3                              | Matt Hardy e Tatanka derrotaram MNM (Joey Mercury e Johnny Nitro) (com Melina).                                           | Tag Team match                                      | 10:28 |
| 4                              | Chris Benoit derrotou Booker T (c).                                                                                       | Singles match pelo WWE United States Championship   | 18:13 |
| 5                              | Randy Orton derrotou Rey Mysterio.                                                                                        | Singles match                                       | 17:28 |
| 6                              | Kurt Angle (c) derrotou Undertaker.                                                                                       | Singles matches pelo World Heavyweight Championship | 29:37 |
| (c) - Campeão(s) antes da luta | |                                                     |       |